# Zhen ming tian nu
Zhen ming tian nu (cinese tradizionale: 真命天女; titolo internazionale Reaching for the Stars) è una serie televisiva taiwanese andata in onda sul canale CTS. Gli attori principali erano Anthony Guo, Chen Zhi Kai e Ella Chen, Selina Ren ed Hebe Tien del trio musicale S.H.E, il quale ha contribuito alle canzoni che hanno poi composto la colonna sonora della serie. L'episodio pilota del drama è andato in onda in contemporanea all'episodio di chiusura di un altro popolare drama di quella stagione, The Prince Turned Into A Frog (王子變青蛙), rendendo così gli ascolti di Reaching for the Stars abbastanza mediocri. Nonostante ciò, l'attrice protagonista Ella Chen è stata nominata per il premio di "Miglior attrice" ai quarantunesimi Golden Bell Awards del 2006.

## Trama
Ren Xiao Jie (Ren Jie), Zhou Xin Lei e Shen Xiao Rou sono tre ragazze sconosciute che sono nate lo stesso giorno dello stesso mese dello stesso anno, e vengono riunite dal destino a causa di uno spot pubblicitario.
Zhou Xin Lei è la figlia del presidente della Zhou Corporation. Il giorno del suo compleanno, suo padre ha improvvisamente avuto un attacco di cuore ed è morto. A causa della morte del padre, Lei Lei è caduta in depressione ed ha smesso di girare la serie di spot pubblicitari a cui stava lavorando. Un giorno, mentre passa casualmente di fronte al cartellone di uno spot pubblicitario con la sua immagine, incontra Ren Jie che la incoraggia ad andare avanti dopo la morte del padre.
La poliziotta Shen Xiaorou è un'orfana che non ha mai conosciuto i propri genitori, ed è vissuta negli anni precedenti alla storia con sua nonna. Tutto ciò che le rimane delle persone che l'hanno messa alla luce è una collana, donatale da sua madre quando era ancora in fasce. Inoltre, finisce per perdere il lavoro a causa di un atto di violenza verso un pervertito che aveva arrestato, e che era uscito di prigione.
Ren Xiao Jie (Ren Jie) è un'orfana, abbandonata dai genitori insieme al fratello con problemi cardiaci. Ha fatto mille lavori diversi per aiutare suo fratello a curare la sua malattia.
Le tre ragazze si incontrano durante le riprese di uno spot pubblicitario la cui protagonista è Lei Lei, mentre Xiao Rou e Ren Jie sono state assunte come extra dallo staff in cambio di denaro. Lì scoprono casualmente di essere nate tutte e tre esattamente nella stessa data dello stesso anno.
La scoperta delle due ragazze nate lo stesso giorno di Lei Lei causeranno una competizione tra la signora Zhou (sua madre) e lo sfidante Liu Shi Qiang per trovare la sorella di Lei Lei e figlia perduta del defunto presidente Zhou, Zhou Xiao Nuo, la quale erediterà metà dell'impero economico dei Zhou, come da testamento del presidente. Liu Shi Qiang assume quindi Ren Jie per recitare come Xiao Nuo, atto che la ragazza rifiuta, solo per poi accettare il compromesso del termine di un anno.
Durante questo anno, Ren Jie e Lei Lei si innamorano dello stesso ragazzo, Zheng Hao, che viene lentamente conquistato da Ren Jie. Tuttavia, a causa di una separazione dei due durata tre mesi, Zheg Hao finisce per proporsi a Lei Lei. La ragazza scopre che Zheng Hao non è realmente innamorato di lei, ed annulla il fidanzamento.
Il motivo dell'allontanamento di Ren Jie durato tre mesi è la voglia di scappare e nascondersi, dopo aver recitato per un anno i panni di Xiao Nuo. Nel frattempo, Xiao Rou e Yao Wei hanno messo su un cafè, dove Lei Lei lavora come chef, e quando decidono di andare a visitare un vicino cafè cinque stelle per prendere spunto per un nuovo design, incontrano Ren Jie che ha iniziato a lavorarvi. Il giorno del ventitreesimo compleanno delle tre ragazze, che avevano tutte deciso di festeggiare insieme, Ren Jie non si presenta all'appuntamento e, nascosta in una macchina vicino al luogo dove sarebbe dovuto avvenire l'incontro, ascolta tutto quello che le sue amiche dicono di lei. Tornate dall'appuntamento, Yao Wei si propone a Xiao Rou, che accetta il fidanzamento. Pochi giorni dopo il compleanno lo zio di Lei Lei, Fu, nota per caso la collana che Xiao Rou indossa e le chiede di raccontargli la sua storia, si viene così a scoprire che la bambina perduta Zhou Xiao Nuo altri non era che lei.
Il giorno del matrimonio di Xiao Rou e Yao Wei, Ren Jie assiste nascosta dietro tutto gli invitati. Durante il lancio del bouquet di Xiao Rou, Ren Jie lo prende per sbaglio e si mostra a tutti. Incontra così di nuovo Zheng Hao, con il quale sancisce la promessa di rimanere sempre insieme. Le tre ragazze inoltre, essendosi incontrate di nuovo, giurano di festeggiare i loro compleanni insieme per il resto delle loro vite.

## Cast esteso
- Ella Chen: Ren Xiao Jie (Ren Jie)/Zhou Xiao Nuo
- Hebe Tien: Shen Xiao Rou
- Selina Ren: Zhou Xin Lei (Lei Lei)
- Anthony Guo: Liang Zheng Hao
- Chen Zhi Kai: Xiao Ya Wei
- Yu Jin: Ren Ying Zhi
- Xu Gui Ying: Signora Zhou
- Lin Wei: Liu Shi Qiang
- Di Zhi Jie: Chen Kai
- Chen Yu Mei: Signora Xiao
- Zhang Fu Jian: Poliziotto capo

## Curiosità
- Le S.H.E hanno ammesso di aver avuto dei problemi a camminare con i tacchi alti e durante la scena del ballo, soprattutto Ella Chen, la quale deve preservare la sua immagine di ragazzaccio.
- La serie è stata trasmessa dopo il drama The Prince Who Turns Into A Frog, e non ha mai raggiunto più del 3% nello share di ascolti.
- Ella si è bruciata le orecchie ed i capelli a causa di una candela accesa durante le riprese, finendo in ospedale per due giorni. Successivamente, ha dovuto cambiare la sua immagine tagliando circa due centimetri bruciati dei suoi già corti capelli.